# Estudis Fleischer
Fleischer Studios, Inc. va ser una corporació nord-americana que va començar com un estudi d'animació situat en 1600 Broadway, Nova York. Va ser fundada com Inkwell Studios (o Out of the Inkwell Films) en 1921 pels germans Max i Dave Fleischer, els qui van estar a càrrec de la companyia fins que van ser acomiadats per Paramount Pictures el gener de 1942. En el seu apogeu, va ser el més significant competidor de Walt Disney Productions, i és famós per portar a la pantalla dibuixos animats com el pallasso Koko, Betty Boop, Popeye, i Superman. A diferència d'altres estudis, que utilitzaven personatges amb forma d'animals, els personatges més popular dels Fleischer eren persones.

## Cinema mut

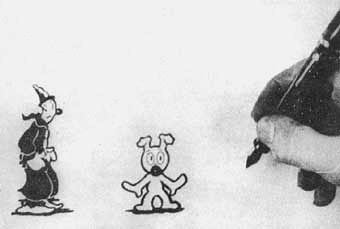
Imatge d'Out of the Inkwell amb el pallasso Koko i el gos Fitz.

La companyia va començar quan Max Fleischer va inventar el rotoscopi que li va permetre realitzar una animació més real. Utilitzant aquest aparell, els germans Fleischer van obtenir un contracte amb Bray Studio en 1919 per produir la seva pròpia sèrie anomenada Out of the Inkwell on presentaven el seu primer personatge, el pallasso Koko. Dave Fleischer com a director i supervisor de les produccions de l'estudi, mentres Marx treballa com a productor. La sèrie va esdevenir tot un èxit, la qual cosa els va donar la confiança per convertir Out of the Inkwell Films en Fleischer Studios en 1921.
Durant els anys 1920, l'estudi era un dels principals productors d'animació amb un humor enginyós i nombroses innovacions com el Rotoscopi. Aquests incloïen també Ko-Ko Song Cartoones, dibuixos animats musicals (amb "The Famous Bouncing Ball"), que va ser el precursor dels vídeos musicals; i van fer pel·lícules educatives que explicaven coses com la relativitat.
L'estudi fins i tot va experimentar amb pel·lícules sonores anys abans que El cantant de jazz. Els curtmetratges amb so van atreure poc interès, en part a causa que la majoria dels cinemes no tenien la tecnologia necessària.
Des de maig del 1924 fins al setembre de 1926 l'estudi va utilitzar els mètodes de Lee De Forest en 19 dibuixos animats amb banda sonora sincronitzada, com Eat Take a Trip in My Airship, Darling Nelly Gray, My Old Kentucky Home, i In the Good Old Summer Time. Els Ko-ko Song Cartoones van finalitzar l'any 1927, però van retornar com els Screen Songs des del 1929 fins al 1938.

## So i color
Amb la seva experiència més primerenca amb so, Fleischer els estudis van fer la transició amb facilitat. Amb la completa adopció de les pel·lícules amb so en els anys 1920, l'estudi va ser una de les poques companyies d'animació a fer reeixidament la transició amb Screen Songs, una continuació de Ko-Ko Song Cartoones. El primer d'aquests va ser The Sidewalks of New York, estrenat el 5 de febrer de 1929. A l'octubre del mateix any, els Fleischer van introduir una nova sèrie anomenada Talkartoons. Els primers episodis gairebé no tenien relació uns amb d'altres, però un nou personatge, Bimbo, va estar present en gairebé tota la sèrie. Bimbo va perdre protagonisme per la seva promesa, Betty Boop, qui ràpidament va esdevenir l'estrella de l'estudi. Betty va ser el primer personatge femení als EUA, i reflectia l'orientació urbana i adulta dels productes de l'estudi, a més la seva gran fama va portar a canviar el nom de Talkartoon per Betty Boop Cartoons.
Fleischer Studios va guanyar més fama fins i tot a partir de la utilització de Cab Calloway, Louis Amstrong and Don Redman en diferents capítols.
Desafortunadament, la fortuna de l'estudi va començar a canviar a mesura que els anys 1930 passaven. En 1934, el codi Hays va ser promulgat a Hollywood, la qual cosa significava una severa censura per a les pel·lícules. Com a resultat, Betty va perdre en part la seva sexualitat. Fins i tot, els Fleischer es veien assetjats per la pressió del seu distribuïdor, Paramount Pictures, qui els va ordenar imitar l'estil i contingut dels dibuixos animats de Walt Disney. El més clar exemple d'aquest canvi va ser la seva sèrie anomenada Color Classics, que essencialment era una còpia de Silly Symphonies de Disney.
L'èxit dels germans Fleischer va ser confirmat amb l'autorització d'I.C.Segar per fer una sèrie animada del seu personatge de tira còmica, Popeye el marí. Popeye va esdevenir la sèrie més popular mai produïda pels Fleischer, i el seu èxit competia amb el de la sèrie animada Mickey Mouse de Walt Disney. Tres Technicolor de Popeye va ser produïdes en 1936,1937 i 1939, i van ser anunciades dins molts teatres junts o per sobre dels principals.
Al 15 de març de 1940, ells van llançar als teatres Ants in the plants, a Technicolor cartoon de 7:28 minuts.

## Període posterior
Els esforços de Fleischer Studios per imitar a l'estudi Disney Studios van acabar amb la producció de pel·lícules animades, seguint l'èxit de Blancaneus i els set nans. Paramount li va prestar a Fleischer els diners per a un estudi més gran, que va ser construït a Miami (Florida) per aprofitar els trencaments d'impostos i acabar amb l'activitat resultant d'una vaga del sindicat en 1937. El nou estudi va ser obert al març de 1938, i va començar la producció de la seva primera pel·lícula, Els viatges de Gulliver, que va passar d'una etapa de desenvolupament a una d'activa producció.
La pel·lícula va ser estrenada en Nadal de 1939, i Gulliver va ser presentat modestament, encara que la qualitat de la història i animació estaven bastant allunyats del que tractaven d'imitar, Blancaneus. Entre l'estrena de Gulliver i la següent, Mister Bug Goes to Town, els Fleischer van produir el millor treball d'aquest període, una sèrie de gran qualitat basada en el superheroi d'historietes Superman. El primer curtmetratge de la sèrie, simplement titulat Superman, tenia un pressupost de 50,000 dòlars, un dels més alts per a un curt, i va ser nominat als Premis Oscar.
No obstant això, aquest èxit no va ajudar l'estudi amb el seu problema financer. El nombrós personal del nou estudi va crear grans despeses, necessitant una producció estable. Un nombre dels curts va ser produït durant aquest període, com la sèrie de Popeye i una adaptació de 1941 de The Raven, mantenint un gran nivell de qualitat. Uns altres, com els curts de Stone Age i la sèrie de Gulliver, van ser els últims grans èxits de l'estudi.
Com els guanys van disminuir, els Fleischer van haver contínuament de sol·licitar préstecs a la Paramount, posant més i més accions del seu estudi com a garantia. A més, Max i Dave Fleischer ja no tenien una relació d'amistat. Paramount va rebre talons signats dels dos germans, per poder finançar la temporada 1940–1941 de l'estudi. El 24 de maig de 1941, Paramount va assumir un control complet de Fleischer Studios, Inc., i va incorporar una nova companyia, Famous Studios, com el successor de Fleischer Studios, que es va mantenir com un centre corporatiu. Els Fleischer van continuar a càrrec de la producció fins a la fi de 1941.
Mister Bug Goes to Town es va estrenar al desembre de 1941. A diferència de Gulliver, Mister Bug va fallar en el seu intent de crear impressió de qualsevol tipus, i va acabar ràpidament, ja que dos dies abans s'havia produït el bombardeig de Pearl Harbor, i amb això el començament de la 2° Guerra Mundial va tenir lloc. Per aquesta raó no van poder recuperar tot el que s'havia invertit en aquesta producció. Mentres Dave Fleischer estava a Hollywood supervisant la postproducció de Mr Bug, Max Fleischer va enviar un telegrama a Paramount per explicar-li que no podia treballar més amb Dave, per la qual cosa Paramount va realitzar les cartes de resignació. Com a resultat, els Fleischer van deixar de controlar l'estudi i Paramount va decidir crear una nova companyia, Famous Studios, com a successora del Fleischer Studios dels mitjans del 1942. L'últim cartoon produït pels Fleischer Studios va ser Superman, Terror on the Midway.
Dave Fleischer va deixar l'estudi per estar a càrrec de l'estudi d'animació Screen Gems de Columbia a Califòrnia. Max Fleischer va esdevenir empleat de l'estudi Jam Handy, i Isadore Sparber, Sam Buchwalds, Dan Gordon, i el gendre de Max, Seymour Kneitel, es van convertir en els nous directors de Famous Studios, que va ser mogut de Miami a Nova York en 1943. Els Fleischer mai més van ser una gran força dins la indústria, però els seus treballs i personatges han mantingut la seva popularitat, i en els anys 1980, els germans van ser reconeguts com els pioners en animació que van ser. Fleischer Studios és avui dia només una companyia de nom situada a Los Angeles, estant a càrrec de les llicències de personatges com Betty Boop i el pallasso Koko. Fleischer Studios utilitza King Features Syndicate per llicensiar els personatges Fleischer per una diversitat de marxandatge.

## Drets d'autor
El tema corresponent als drets dels treballs de Fleischer/Famous Studios és complicat. Amb l'excepció dels dibuixos animats de Superman i Popeye, els treballs de Paramount van ser originalment venuts a una companyia anomenada O.M.&M. T.V. Corp. (que després es convertiria en National Telefilm Associates [NTA] i Republic Pictures). O.M.&M. (de la mateixa manera que el seu successor NTA) va alterar els negatius originals de la majoria dels dibuixos animats i va modificar la seqüència de crèdits, esborrant totes les referències a Paramount o creant nous però barats crèdits. Els historiadors d'animació i fanàtics han de saber que aquesta no era la manera en què els dibuixos animats originals serien mostrats.
En 1958, els dibuixos animats entre 1950 i 1958 van ser venuts a Harvey Comics, que també va comprar els de 1958 a 1962 (avui dia són de Classic Mitjana). Els drets d'autor dels dibuixos animats no van ser renovats per Famous ni Paramount, i com a resultat la majoria d'aquests va quedar en el domini públic. Aquests inclouen la sèrie Color Classics, la sèrie de Superman, i les dues pel·lícules animades. La sèrie de Popeye no va quedar en el domini públic, ja que la marca registrada es va fer complir per King Features Syndicate i els dibuixos animats adquirits per Associated Artists Productions (que es va tornar part de United Artists), incloent-hi Popeye Color Specials (Popeye the Sailor Meets Sindbad the Sailor, Popeye the Sailor Meets Ali Bava's Forty Thieves, i Aladdin and His Wonderful Lamp).
La majoria dels dibuixos animats en color dels germans Fleischer han estat disponibles en vídeo des dels anys 1980, gairebé sempre són vídeos barats (i de poca qualitat) que es venen en supermercats o altres tendes com a part d'una col·lecció d'altres treballs en el domini públic. Els fanàtics de l'animació i la UCLA Film and Television Archive han treballat per donar als dibuixos animats de Fleischer Studios el crèdit que mereixen, i s'han fet edicions de gran qualitat per a la televisió per cable, vídeo i DVD. Molts d'aquests capítols restaurats contenen els crèdits originals.
Aproximadament la meitat dels capítols de Betty Boop i Out of the Inkwell/Inkwell Imps són en el domini públic, però no estan disponibles, ja que els productors d'avui dia pensen que els dibuixos animats en blanc i negre i sense so no atreuen els nens. Alguns d'aquests treballs han aparegut en versions restaurades (amb els seus crèdits originals).
En qualsevol cas, DC Comics (a través de Warner Bros.) ara és propietari de la sèrie original de Superman, mentre que Turner Entertainment (també a través de Warner Bros.) és propietari de la sèrie de Popeye (amb l'excepció dels curts produïts per a televisió que són de King Features Entertainment). Mentrestant, Paramount (a través de Republic, ja que l'estudi Viacom, va adquirir en 1999), amb un to d'ironia, ara és propietari dels treballs originals entre 1927 i 1950, treballs que ells mateixos van estrenar (en addicció als curts entre 1962 i 1967 dels quals van conservar els drets). Paramount també és propietari dels drets de vídeo, heretant-los de la seva companyia germana Republic (la llicència prèvia era de Lions Gate Home Entertainment fins a setembre de 2005, quan Paramount va quedar amb ells). Encara que han sortit treballs oficials en els anys 1980 de Betty Boop en VHS i LaserDisc per Live Entertainment (predecessor de Lions Gate), i dibuixos animats selectes de Superman per Warner Home Video, passarà llarg temps fins que surti una nova compilació en DVD dels treballs a causa de Republic i els canvis de llicència.

## Influència
La pèrdua, de l'animació que improvisa, sovint amb accions surrealistes, dels primers continguts del Fleischer Studios cartoons van ser una gran influencia per a molts dibuixants alternatius que no eren massa famosos. Kim Deitch, Robert Crumb, Jim Woodring, i al Columbia estan entre els creadors que han reconegut que la seva inspiració va néixer del Fleischer.
Gran part del curt de Richar Elfman del 1980 Forbidden Zone, sorgeix amb un estil molt semblant al Fleischer Studios. En 1985, DC Comics va nomenar els estudis Fleischer com un honor dins del 50 aniversari de les publicacions pel seu treball en la sèrie de dibuixos Superman. L'estil dels Fleischer va ser utilitzat també al 1995 per la sèrie animada The Twisted Tales of Felix the Cat.

## Filmografia
| Any  | Filmografia |
| ---- | --- |
| 1929 | The Sidewalks of New York, Yankee Doodle Boy, Old Black Joe, Ye Olde Melodies, Daisy Bell, Mother Pin a Rose on Me, Dixie, China Town My China Town, Goodbye My Lady Love, My Pony Boy, Smiles, Oh, You Beautiful Doll, Noah's Lark, After the Ball, Put on Your Old Gray Bonnet, I've Got Rings on My Fingers, Marriage Wows. |
| 1930 | Bedelia, In the Shade of the Old Apple Tree, I'm Afraid to Go Home in the Dark, Radio Riot, The Prisoner's Song, I'm Forever Blowing Bubbles, Hot Dog, La Paloma, Yes! We Have No Bananas, Fire Bugs, Come Take a Trip in My Airship, In the Good Old Summer Time, Wise Flies, A Hot Time in the Old Town Tonight, Dizzy Dishes, The Glow Worm, Barnacle Bill, The Stein Song, Swing You Sinners!, Strike Up the Band, Grand Uproar, My Gal Sal, Sky Scraping, Mariutch, Up to Mars, On a Sunday Afternoon, Accordion Joe, Row Row Row, Mysterious Mose. |
| 1931 | In My Merry Oldsmobile, Please Go 'Way and Let Me Sleep, Ace of Spades, By the Beautiful Sea, Teacher's Pest, I Wonder Who's Kissing Her Now, Tree Saps, I'd Climb the Highest Mountain, The Cow's Husband, Somebody Stole My Gal, The Bum Bandit, Any Little Girl That's a Nice Little Girl, The Male Man, Alexander's Ragtime Band, Silly Scandals, And the Green Grass Grew All Around, My Wife's Gone to the Country, Twenty Legs Under the Sea, The Herring Murder Case, That Old Gang of Mine, Bimbo's Initiation, Betty Co-ed, Bimbo's Express, Mr. Gallagher and Mr. Shean, You're Driving Me Crazy, Minding the Baby, Little Annie Rooney, In the Shade of the Old Applesauce, Kitty from Kansas City, Mask-A-Raid, By the Light of the Silvery Moon, Jack and the Beanstalk, My Baby Just Cares for Me, Dizzy Red Riding-Hood, Russian Lullaby.                                                        |
| 1932 | Any Rags, Sweet Jennie Lee, Boop-Oop-A-Doop, Show Me the Way to Go Home, The Robot, When the Red, Red, Robin Comes Bob, Bob Bobbin' Along, Wait Till the Sun Shines, Nellie, S.O.S., Minnie the Moocher, Crazy-Town, Just One More Chance, The Dancing Fool, Chess-Nuts, Oh! How I Hate to Get Up in the Morning, A Hunting We Will Go, Shine on Harvest Moon, Let Me Call You Sweetheart, Hide and Seek, Admission Free, I Ain't Got Nobody, Betty Boop presenta: Un viaje con mucho ritmo, You Try Somebody Else, Rudy Vallee Melodies, Stopping the Show, Betty Boop's Bizzy Bee, Down Among the Sugar Cane, Betty Boop, M.D., Just a Gigolo, Betty Boop's Bamboo Isle, School Days, Betty Boop's Ups and Downs, Romantic Melodies, Betty Boop For President, Sleepy Time Down South, Sing a Song, Betty Boop's Museum, Time on My Hands.                                                                     |
| 1933 | Betty Boop's Ker-Choo, Dinah, Betty Boop's Crazy Inventions, Ain't She Sweet?, Is My Palm Read, Reaching for the Moon, Betty Boop's Penthouse, Aloha Oe, Snow-White, Popular Melodies, Betty Boop's Birthday Party, The Peanut Vendor, Betty Boop's May Party, Song Shopping, Betty Boop's Big Boss, Boilesk, Mother Goose Land, Sing, Sisters, Sing!, Popeye the Sailor, Down by the Old Mill Stream, The Old Man of the Mountain, Stoopnocracy, I Heard, When Yuba Plays the Rumba on the Tuba, I Yam What I Yam, Boo, Boo, Theme Song!, Morning, Noon and Night, Blow Me Down!, Betty Boop's Hallowe'en Party, I Like Mountain Music, I Eats My Spinach, Parade of the Wooden Soldiers, Sing, Babies, Sing!, Seasin's Greetinks!, Wild Elephinks. |
| 1934 | Let's Sing with Popeye, She Wronged Him Right, Keeps Rainin' All the Time, Sock-a-Bye, Baby, Red Hot Mamma, Let's All Sing Like the Birdies Sing, Let's You and Him Fight, Ha! Ha! Ha!, Tune Up and Sing, The Man on the Flying Trapeze, Betty in Blunderland, Lazybones, Can You Take It, Betty Boop's Rise to Fame, This Little Piggie Went to Market, Shoein' Hosses, Betty Boop's Trial, She Reminds Me of You, Strong to the Finich, Betty Boop's Life Guard, Love Thy Neighbor, Shiver Me Timbers!, Poor Cinderella, There's Something About a Soldier, Axe Me Another, Betty Boop's Little Pal, A Dream Walking, Betty Boop's Prize Show, The Two-Alarm Fire, Little Dutch Mill, Keep in Style, The Dance Contest, When My Ship Comes In, We Aim to Please. |
| 1935 | An Elephant Never Forgets, Vim, Vigor and Vitaliky, It's Easy to Remember, Betty Boop with Henry the Funniest Living American, The Spinach Overture, Musical Memories, Adventures of Popeye, Making Stars, King of the Mardi Gras, I Wished on the Moon, Judge for a Day, Time for Love, You Gotta Be a Football Hero, Betty Boop and Grampy, Dizzy Divers, A Language All My Own, Dancing on the Moon, For Better or Worser, A Little Soap and Water, Choose Your 'Weppins', No! No! A Thousand Times No!!, The Kids in the Shoe, The 'Hyp-Nut-Tist', Swat the Fly, Pleased to Meet Cha!, Stop That Noise, The Song of the Birds, Be Kind to 'Aminals',Taking the Blame,Beware of Barnacle Bill, Baby Be Good, An Elephant Never Forgets. |
| 1936 | I'm in the Army Now, Making Friends, Christmas Comes But Once a Year, Popeye the Sailor Meets Sindbad the Sailor, Talking Through My Heart, The Spinach Roadster, Be Human, Hold the Wire, Grampy's Indoor Outing, Play Safe, I Can't Escape from You, Little Swee'pea, Training Pigeons, Hawaiian Birds, Never Kick a Woman, Happy You and Merry Me, The Hills of Old Wyomin',Let's Get Movin', You're Not Built That Way, Greedy Humpty Dumpty, I Wanna Be a Life Guard, More Pep, A Song a Day, I Don't Want to Make History, The Cobweb Hotel, What—No Spinach?, Bridge Ahoy!, We Did It, I-Ski Love-Ski You-Ski, Betty Boop and Little Jimmy, I Feel Like a Feather in the Breeze, The Little Stranger, Brotherly Love, Not Now, A Clean Shaven Man,Betty Boop and the Little King, Little Nobody, No Other One, Somewhere in Dreamland.                                                                    |
| 1937 | Little Lamby, Zula Hula, Fowl Play, Magic on Broadway, Popeye the Sailor Meets Ali Baba's Forty Thieves, The Foxy Hunter, Protek the Weakerist, Educated Fish, The New Deal Show, The Football Toucher Downer, Whispers in the Dark, Service with a Smile, I Likes Babies and Infinks, The Candid Candidate, Peeping Penguins, I Never Changes My Altitude, You Came to My Rescue, Ding Dong Doggie, Lost and Foundry, A Car-Tune Portrait, Morning, Noon and Night Club, The Impractical Joker, Please Keep Me in Your Dreams, The Twisker Pitcher, Pudgy Picks a Fight,Chicken a la King, Hospitaliky, Pudgy Takes a Bow-Wow, Twilight on the Trail, My Artistical Temperature, The Hot Air Salesman, Organ Grinder's Swing, Bunny Mooning, Whoops! I'm a Cowboy, Never Should Have Told You, The Paneless Window Washer, House Cleaning Blues.                                                                |
| 1938 | Cops Is Always Right, Thrills and Chills, On with the New, A Date to Skate, The Playful Polar Bears, Goonland, Sally Swing, Mutiny Ain't Nice, (1Buzzy Boop at the Concert, All's Fair at the Fair, Bulldozing the Bull, Pudgy the Watchman, Beside a Moonlit Stream, Buzzy Boop, The Jeep, Hunky and Spunky, Pudgy and the Lost Kitten, Plumbing Is a 'Pipe', I Yam Love Sick, The Swing School, You Leave Me Breathless, Hold It, Big Chief Ugh-Amugh-Ugh, Out of the Inkwell, Honest Love and True, Thanks for the Memory, The House Builder-Upper, The Tears of an Onion, Be Up to Date, Learn Polikeness, Riding the Rails, You Took the Words Right Out of My Heart, Let's Celebrake, Betty Boop: On with the New. |
| 1939 | Los viajes de Gulliver, Never Sock a Baby, The Fresh Vegetable Mystery, Yip-Yip-Yippy, It's the Natural Thing to Do, Hello How Am I, Rhythm on the Reservation, The Barnyard Brat, Ghosks Is the Bunk, The Scared Crows, Wotta Nitemare, Musical Mountaineers, Leave Well Enough Alone, Small Fry, Aladdin and His Wonderful Lamp, So Does an Automobile, Customers Wanted, My Friend the Monkey, Always Kickin'. |
| 1940 | Bring Himself Back Alive, Popeye Presents Eugene, the Jeep, Mommy Loves Puppy, Poopdeck Pappy, The Constable, Sneak, Snoop and Snitch, King for a Day, My Pop, My Pop, Way Back When Women Had Their Weigh, Popeye Meets William Tell, The Dandy Lion, Pedagogical Institution (College to You), Puttin on the Act, Springtime in the Rock Age, You Can't Shoe a Horse Fly, Wimmin Hadn't Oughta Drive, The Fulla Bluff Man, Doing Impossikible Stunts, Way Back When a Razzberry Was a Fruit, Snubbed by a Snob, Fightin Pals, Wedding Belts, Nurse-Mates, The Ugly Dino, Wimmin Is a Myskery, Onion Pacific, The Fowl Ball Player, A Kick in Time, Granite Hotel, Me Feelins Is Hurt, Stealin Aint Honest, Ants in the Plants, Way Back When a Nightclub Was a Stick, Females Is Fickle, Way Back When a Nag Was Only a Horse, Little Lambkin, Way Back When a Triangle Had Its Points, Shakespearian Spinach. |
| 1941 | Nix on Hypnotricks, Mr. Bug Goes to Town, Los monstruos mecánicos, The Mighty Navy, Superman, I'll Never Crow Again, Twinkletoes in Hat Stuff, Vitamin Hay, It's a Hap-Hap-Happy Day, Pest Pilot, The Wizard of Arts, Copy Cat, Gabby Goes Fishing, Child Psykolojiky, Twinkletoes - Where He Goes Nobody Knows, Fire Cheese, Olive's Boithday Presink, Popeye Meets Rip Van Winkle, Sneak, Snoop and Snitch in Triple Trouble, Raggedy Ann and Raggedy Andy, Swing Cleaning, Flies Ain't Human, Twinkletoes Gets the Bird, Olive's $weep$take Ticket, Two for the Zoo, Zero the Hound, Quiet! Pleeze, All's Well, Problem Pappy. |
| 1942 | Terror on the Midway, Volcano, Baby Wants a Bottleship, Electric Earthquake, Many Tanks, Olive Oyl and Water Don't Mix, The Magnetic Telescope, Pip-eye, Pup-eye, Poop-eye an' Peep-eye, The Raven, The Bulleteers, Fleets of Stren'th, The Arctic Giant, Blunder Below, Kickin' the Conga Round, Billion Dollar Limited, The Vacationer's Paradise. |
| 1944 | Lulu's Birthday Party, Lulu's Indoor Outing, It's Nifty to Be Thrifty. |
| 1945 | Snap Happy, Daffidilly Daddy. |
| 1946 | Bored of Education |
| 1947 | A Scout with the Gout |
| 1957 | The Big Fun Carnival |